# Вербенові
Вербенові (Verbenaceae) — родина рослин порядку губоцвітих (Lamiales). Містить приблизно 1000 видів.

## Опис
Представники цеї родини — кущі або дерева, рідше трави, дуже рідко лози. Листки супротивні, дуже рідко кільцями, прості або 3-лопатеві, рідко інші складні; прилистки відсутні. Квітки в суцвітті; чашечка стійка, 4- або 5-частина; віночок 4- або 5-частинний. Плід — кістянка або коробочка. Насіння (1 або) 2–4.

## Ареал
Рослини поширені в тропіках і теплих помірних регіонах.

## Роди
Родина, згідно з Plants of the World Online, містить такі роди:
1. Acantholippia Griseb.
2. Aloysia Paláu
3. Bouchea Cham.
4. Casselia Nees & Mart.
5. Chascanum E.Mey.
6. Citharexylum B.Juss.
7. Coelocarpum Balf.f.
8. Diostea Miers
9. Diphyllocalyx (Griseb.) Greuter & R.Rankin
10. Dipyrena Hook.
11. Duranta L.
12. Hierobotana Briq.
13. Isidroa Greuter & R.Rankin
14. Junellia Moldenke
15. Lampayo F.Phil. ex Murillo
16. Lantana L.
17. Lippia L.
18. Mulguraea N.O'Leary & P.Peralta
19. Nashia Millsp.
20. Neosparton Griseb.
21. Parodianthus Tronc.
22. Petrea L.
23. Phyla Lour.
24. Pitraea Turcz.
25. Priva Adans.
26. Recordia Moldenke
27. Rehdera Moldenke
28. Rhaphithamnus Miers
29. Stachytarpheta Vahl
30. Tamonea Aubl.
31. Verbena L.